# Estadio Guasave 89
El Estadio Armando "Kory" Leyson Castro al principio llevó el nombre de Guasave 89 pero unos años después cambió su nombre y, oficialmente hoy en día lleva el nombre de Armando Leyson Castro,es un campo de fútbol de la ciudad de Guasave, Sinaloa, México. Tiene capacidad para 9000 espectadores y en él disputa sus partidos como local el equipo Agricultores de Guasave.
- Datos: Q5847980